# Ecnomus relictus
Ecnomus relictus là một loài Trichoptera trong họ Ecnomidae. Chúng phân bố ở miền Cổ bắc.